# Marco Ruben
Marco Gastón Ruben Rodríguez (* 26. Oktober 1986 in Capitán Bermúdez, Provinz Santa Fe) ist ein argentinischer ehemaliger Fußballspieler.

## Spielerkarriere

### Argentinien
Marco Ruben stammt aus der Jugend des argentinischen Traditionsclubs Rosario Central. In den Jahren 2004 bis 2006 spielte er insgesamt in drei Spielzeiten für die Argentinier erstklassig. Anschließend wechselte der begabte Stürmer zum argentinischen Topclub River Plate. 2007 erzielte Marco Ruben sieben Tore in 28 Spielen für River Plate.

### Spanien
Im Januar 2008 wechselte Marco Ruben nach Spanien und unterschrieb einen Vertrag beim FC Villarreal. Anschließend wurde er an Recreativo Huelva weiter verliehen, da er sich erst einmal an den spanischen Fußball gewöhnen sollte. Sein erstes Tor schoss er bei der 1:7-Niederlage beim RCD Mallorca. Aufgrund seiner ansprechenden Leistungen wurde der Leihvertrag, der ursprünglich nur über sechs Monate lief bis Sommer 2009 verlängert. Am 18. Februar 2010 wurde Ruben im UEFA-Europa-League-Spiel gegen Hertha BSC eingewechselt und schoss in der 86. Minute das Tor zum 2:2-Endstand. Am 21. Oktober 2010 schoss Ruben im Spitzenspiel der Europa-League-Gruppe D gegen PAOK Thessaloniki in der 38. Minute das einzige Tor zum 1:0-Endstand. Des Weiteren gelangen ihm noch Treffer in der Gruppenphase gegen Dinamo Zagreb und im Viertelfinale gegen den FC Twente Enschede. Villarreal scheiterte dann im Halbfinale doch recht deutlich am späteren Sieger FC Porto. In der Saison 2010/11 kam Ruben in 31 Ligaeinsätzen auf insgesamt neun Saisontore. Vom 11. Dezember 2011 bis zum 21. Januar 2012 gelang ihm das Kunststück, in vier aufeinander folgenden Spielen zu treffen.

### Ukraine und Leihstationen
Am 13. Juli 2012 unterschrieb Ruben einen Fünf-Jahres-Vertrag beim ukrainischen Klub Dynamo Kiew. Am 3. August 2012 debütierte beim Auswärtsspiel gegen Krywbas Krywyj Rih (2:1) in der Premjer-Liha und am 3. November folgte sein erster Treffer für seinen neuen Arbeitgeber beim 2:0-Sieg über Tawrija Simferopol. Nach elf Ligaspielen für Kiew wurde Ruben für die Spielzeit 2013/14 an den französischen Erstligisten FC Évian Thonon Gaillard ausgeliehen. Für Évian bestritt er insgesamt 25 Ligaspiele (ein Tor), ehe er am Saisonende wieder nach Kiew zurückkehrte.
Am 18. Juni 2014 wurde sein Wechsel auf Leihbasis zum mexikanischen Verein UANL Tigres bekannt. Am 9. Juli debütierte er im Supercopa-MX-Hinspiel bei der 1:4-Niederlage gegen Monarcas Morelia. Im Dezember 2014 wurde die Rückkehr von Ruben zu Rosario auf Leihbasis bekannt. Für Rosario Central erzielte er 21 Tore in 30 Spielen und wurde zu Argentiniens Fußballer des Jahres gewählt. 2016 nahm der Klub ihn dann wieder fest unter Vertrag. Anfang 2019 wurde Ruben bis Jahresende nach Brasilien an Athletico Paranaense  ausgeliehen. Mit dem Klub gewann er im September den Copa do Brasil 2019. Danach kehrte er zu Rosario zurück.

### Nationalmannschaft
Am 5. Juni 2011 debütierte er für die argentinische Fußballnationalmannschaft im Freundschaftsspiel gegen Polen (1:2), wo Ruben den zwischenzeitlichen 1:1-Ausgleichstreffer erzielte.

## Erfolge
Rosario
- Copa Argentina: 2017/18

Athletico Paranaense
- Copa Suruga Bank: 2019
- Copa do Brasil: 2019

## Auszeichnungen
- Argentiniens Fußballer des Jahres: 2015
- Torschützenkönig Primera Division: 2014/15